# Demeterpataka

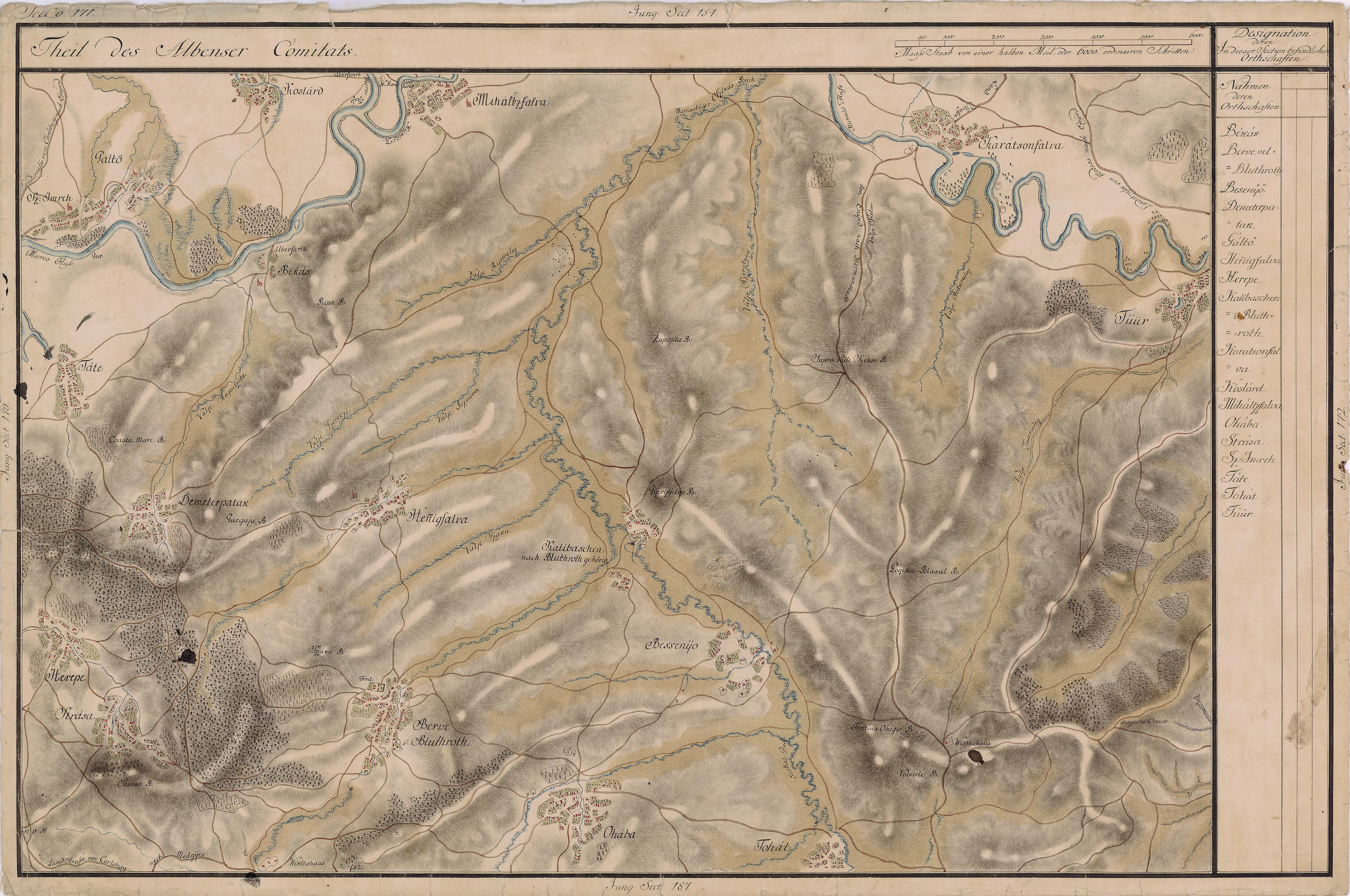
Demeterpataka környéke 1769-1773 között

Demeterpataka (románul: Dumitra, németül: Myttersdorf) falu Romániában, Erdélyben, Fehér megyében.

## Fekvése
Gyulafehérvártól 14 km-re északkeletre fekszik, Oláhherepétől földúton közelíthető meg. Határában sós források fakadnak.

## Nevének eredete
Nevét patakjáról kapta, a román név párhuzamos jelentésű. Előtagja valószínűleg az 1269-ben előforduló Demetert jelölte. Akkor terra Demetrii, 1311-ben Demeterpotoka, 1345-ben Demeturpataka, 1435-ben Demeter pataka, 1733-ban Dumitra, 1808-ban Dumitru alakban írták.

## Története
A 13. században a gyulafehérvári vár földje volt. 1269-ben V. István mint a hűtlenné vált Demeter korábbi birtokát a kelneki Chyl comesnek ajándékozta. 1417-ben a Vingárti Geréb és a Somkereki család birtoka volt. A 15. század végén valószínűleg román lakosságú.
1761-ben 58 ortodox és 4 görögkatolikus család lakta. Görögkatolikus egyházközsége 1824-ben alakult. 1850-ben 408 görögkatolikus lakosából 403 volt román és 5 cigány nemzetiségű. Fehér, később Alsófehér vármegyéhez tartozott.
Egy 19. század elején épült zsellérportáját 1957-ben a bukaresti falumúzeumban állították föl. A ház kétosztatú (lakószobából és pitvarból–konyhából áll), paticsfalú, a tető zsúppal fedett. Melléképülete a kukoricagóré, kerítése vesszőfonatú, szalmával fedve. A házban a térségre jellemző fehér–piros–fekete pamutvászon szőtteseket, agyagedényeket és ikonokat helyeztek el.
Görögkatolikus templomát 1903-ban a mezőbándi mintájára építették.
2002-ben 107 román nemzetiségű lakosából 81 volt görögkatolikus és 26 ortodox vallású.